# Stefan Lindqvist
Stefan Lindqvist (ur. 18 marca 1967, zm. 1 marca 2020) – szwedzki piłkarz grający na pozycji pomocnika.

## Kluby w karierze[3]
- 1985–1990 Halmstads BK
- 1990–1991 Neuchâtel Xamax
- 1991–1998 IFK Göteborg
- 1997 Dalian Wanda (wypożyczenie)
- 1997–1998 Motherwell F.C.
- 1998–1999 Strømsgodset IF
- 1999 IFK Göteborg